# دهه ۱۴۲۰ (میلادی)

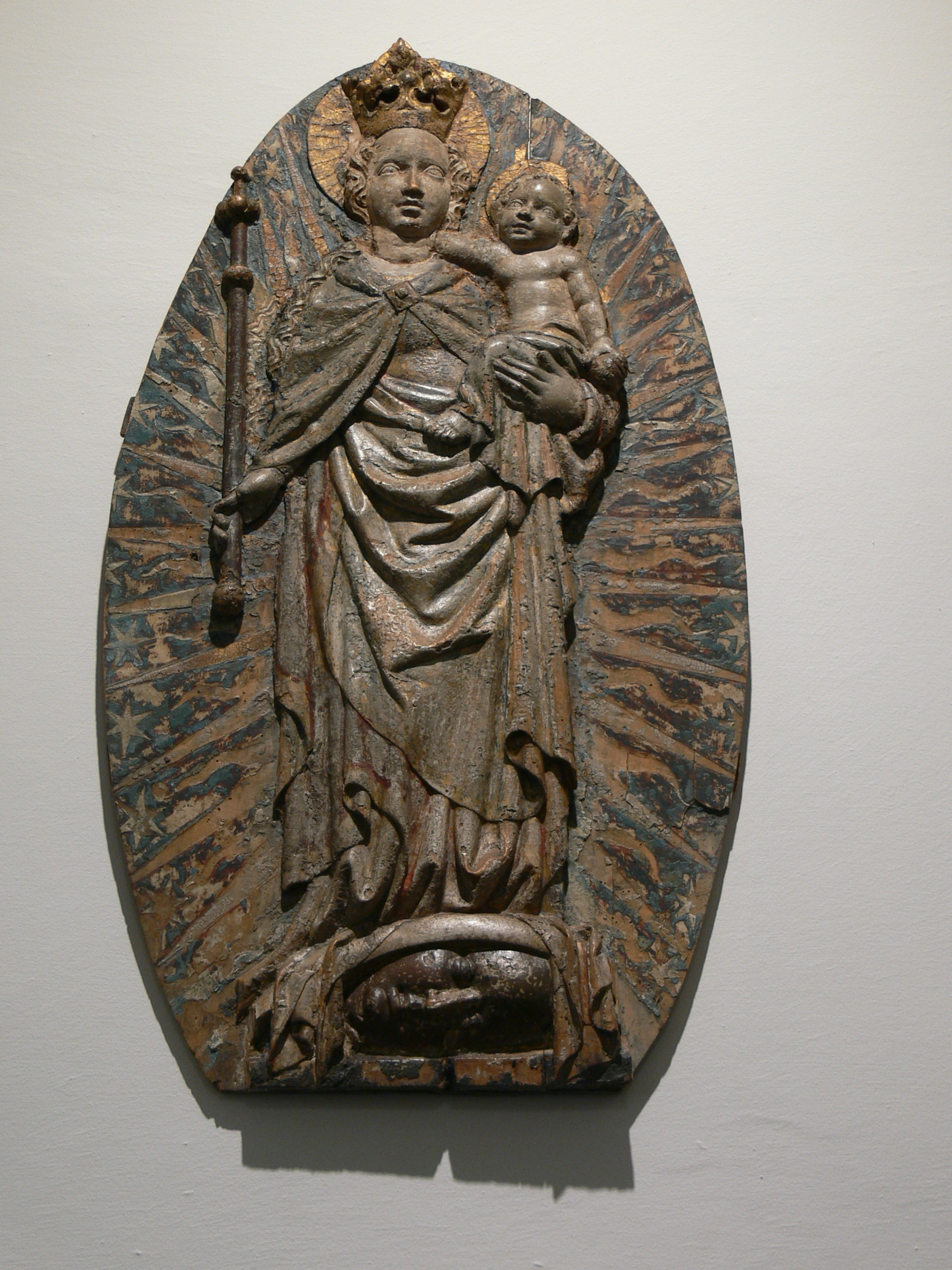
اثر دههٔ ۱۴۲۰ (میلادی)

دههٔ ۱۴۲۰ (میلادی) صد و چهل و دومین دههٔ تقویم میلادی است.

## درگذشتگان
‎